# Česlovas Jokūbauskas
Česlovas Jokūbauskas (* 23. November 1955 in Varniai, Rajongemeinde Telšiai; † 11. August 2013 in Santariškės, Vilnius) war ein litauischer Jurist, Richter im Lietuvos Aukščiausiasis Teismas der Abteilung für Zivilsachen.

## Biografie
Von 1970 bis 1974 absolvierte er das Waldtechnikum Kaunas in Girionys und von 1978 bis 1983 das Diplomstudium an der Juristischen Fakultät der Universität Vilnius.
Von 1974 bis 1978 war er Forsttechniker in Gegužinė im Forstamt Vilnius, von 1983 bis 1984 Konsultant im sowjetischen Justizministerium Litauens, von 1984 bis 1990 Richter im Lenin-Kreisgericht Vilnius, ab 1990 im Lietuvos Aukščiausiasis Teismas. Von 1995 bis 2007 leitete er die Abteilung für Zivilsachen. Danach war er Richter im Obersten Gericht.
Er war Mitautor vom Kommentar des litauischen Zivilprozessgesetzbuchs.
Er lebte mit Eglė Sakalauskaitė, Tochter von Generalforstmeister Benjaminas Sakalauskas. Das Paar hatte ein Kind.
Er starb in Kliniken Santariškės nach dem erlittenen Herzanfall im Sportclub bei „Forum Palace“.